# Black Hurts Day and the Night Rolls On
Black Hurts Day and the Night Rolls On — мини-альбом британской инди-рок-группы Mumm-Ra, выпущенный 24 июля 2006 года как первая коммерческая студийная работа за шесть лет с момента образования коллектива. Мини-альбом был издан музыкальным лейблом Sony BMG на компакт-дисках (в том числе и в качестве промозаписи) и 10-дюймовых грампластинках.
Песни «Song B» и перезаписанная версия «Light Up This Room» с данного мини-альбома позже вошли в дебютный альбом Mumm-Ra These Things Move in Threes.

## Об альбоме
К 2006 году у Mumm-Ra ещё не был сложён определённый музыкальный стиль, и на мини-альбоме Black Hurts Day and the Night Rolls On группа сменила направление в сторону экспериментального рока и меланхоличных акустических номеров. Причиной такого непостоянного музыкального стиля был долгий период становления Mumm-Ra, когда многие участники приходили в группу и покидали её, но пятеро её основателей по-прежнему оставались неразлучны. «Мы порядком повеселились с дебютной работой, мы экспериментировали с довольно необычными идеями, и у некоторых наших песен не было ни головы, ни хвоста! Этот шаг был особенно важен для нас, потому что это по-настоящему сделало нас музыкантами сегодня» (Оли Фрост, гитарист Mumm-Ra). По словам сайта Leed Music Scene, который назвал альбом первым приличным «релизом» группы, выход Black Hurts Day and the Night Rolls On был встречен благоприятными отзывами и действительно показал разнообразие песен Mumm-Ra — от «непредсказуемой и шизофренической» «Song B» до «мистически-сказочной» «The Temple».

## Список композиций
1. «Song B» (3:42)
2. «There She Is» (3:26)
3. «Light Up This Room» (2:49)
4. «The Temple» (5:58)